# Russell E. Train

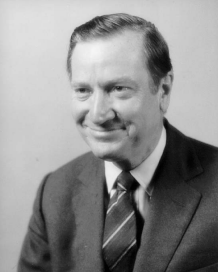
Russell E. Train

Russell Errol Train (* 4. Juni 1920; † 17. September 2012 in Bozman, Maryland) war von September 1973 bis Januar 1977 der zweite Leiter der Environmental Protection Agency (EPA) und Gründungsvorsitzender des World Wildlife Fund (WWF). Als zweiter Leiter der EPA unter den Präsidenten Richard Nixon und Gerald Ford trug Train dazu bei, das Thema Umwelt in den späten 1960er und frühen 1970er Jahren, einer Schlüsselperiode der Umweltbewegung, auf die präsidiale und nationale Agenda der USA zu setzen. Er vertrat die Idee, dass angesichts des schnellen Wirtschaftswachstums des Landes sowohl öffentliche als auch private Projekte die Umweltauswirkungen ihres Handelns berücksichtigen und bewerten sollten.